# Lamellozetes pseudoareolatus
Lamellozetes pseudoareolatus är en kvalsterart som beskrevs av Covarrubias 1967. Lamellozetes pseudoareolatus ingår i släktet Lamellozetes och familjen Astegistidae. Inga underarter finns listade i Catalogue of Life.